# Milton Holmes
Milton Holmes est un acteur, scénariste et producteur de cinéma américain né le 30 juillet 1907 à Syracuse (État de New York) et mort le 19 septembre 1987 à Los Angeles (Californie).

## Filmographie

### comme acteur
- 1927 : The Wreck of the Hesperus (en) de Elmer Clifton : Zeke
- 1928 : Sa nouvelle patrie (A Ship Comes In) de William K. Howard : Eric
- 1929 : La Fille sans dieu de Cecil B. DeMille (non crédité)
- 1931 : The Spy de Berthold Viertel : Yashka
- 1936 : À New-York tous les deux (en) de Edward Buzzell : un joueur de tennis

### comme scénariste
- 1943 : Pile ou Face de H.C. Potter
- 1945 : Sa dernière course de Raoul Walsh
- 1947 : L'Heure du crime de Robert Rossen
- 1949 : Cinq Millions dans une poubelle (Mr. Soft Touch) de Gordon Douglas et Henry Levin
- 1952 : Vocation secrète (Boots Malone) de William Dieterle
- 1958 : La Rivière des alligators de Vincent Sherman
- 1962 : A Matter of WHO de Don Chaffey

### comme producteur
- 1947 : L'Heure du crime de Robert Rossen
- 1949 : Cinq Millions dans une poubelle (Mr. Soft Touch) de Gordon Douglas et Henry Levin
- 1952 : Vocation secrète (Boots Malone) de William Dieterle
- 1962 : A Matter of WHO de Don Chaffey

## Nominations
- Oscars du cinéma 1946 : Nomination pour l'Oscar du meilleur scénario original (Sa dernière course)